# Oberonia mcgregorii
Oberonia mcgregorii är en orkidéart som beskrevs av Oakes Ames. Oberonia mcgregorii ingår i släktet Oberonia och familjen orkidéer.
Artens utbredningsområde är Filippinerna. Inga underarter finns listade i Catalogue of Life.